# 加藤久仁彦
加藤 久仁彦（かとう くにひこ、本名：加藤 邦彦（読みは同じ）、1956年9月19日 - ）は、愛知県岡崎市出身の俳優、シンガーソングライターである。
主に弟・加藤高道とともに兄弟デュオ・狩人として活動しているが、近年では高道とは別に芸能活動をすることも増え、平成10年(1998年)には俳優としてデビューしている。また、作詞家・作曲家として活動するときには、加藤 久仁彦名義の他に、本名の加藤 邦彦及びかとう 邦彦の名義を用いている（すべて芸名と読みは同じ）。
ローザンヌ国際バレエコンクール（2014年）において6位に入賞した加藤三希央は次男である。
2007年12月31日、狩人を一旦解散後、2008年以降は本来の歌手業に加えてアマチュアボクサーとしても活動することとなった。2010年からは、森田公一の抜けたトップギャランに、リードボーカルとして加入。加藤久仁彦&トップギャランとしての活動を開始。2011年4月より、加藤久仁彦のマネージメント業務はそれまでの所属事務所であった夢グループからトップ・カラーに、そして現在はボイス・バラード所属。
2012年7月、5年ぶりに狩人の再結成を発表。同年8月18日、NHKテレビ『思い出のメロディー』で「あずさ2号」を歌唱。その後は狩人と同時にソロ活動も並行して活動中。

## 主な楽曲
- ブラボー!ムッシュ・ルモンド（愛･地球博イメージソング）
- 輝く星（作詞･作曲も担当）
- ワインカラーの別れ (作曲)2015年
- 現世の涙 (作曲)2015年

狩人名義で発表された楽曲は、狩人を参照。

### 加藤久仁彦名義で作曲された主な楽曲
- 夢よひらけ
- どんポイ! (Don't Poi!)

### かとう邦彦名義で作詞若しくは作曲された主な楽曲
- セピア色の風（作詞・作曲）
- メローな夜（作詞・作曲）
- 戻らぬ夜（作曲）
- 遠雷 (作曲)

### 加藤邦彦名義で作曲された主な楽曲
- 夢をのせて
- 愛の風に吹かれて

## 俳優・加藤久仁彦としての出演作品

### テレビドラマ
- P.A.（プライベート・アクトレス）
- 月曜ドラマスペシャル「わんちゃ夫婦 金沢陶芸殺人紀行」（1999年11月、TBS）
- 作家 小日向鋭介の推理日記

### 映画
- 週刊バビロン

### 舞台
- スーザンを探して - デズ役